# 半自動手槍

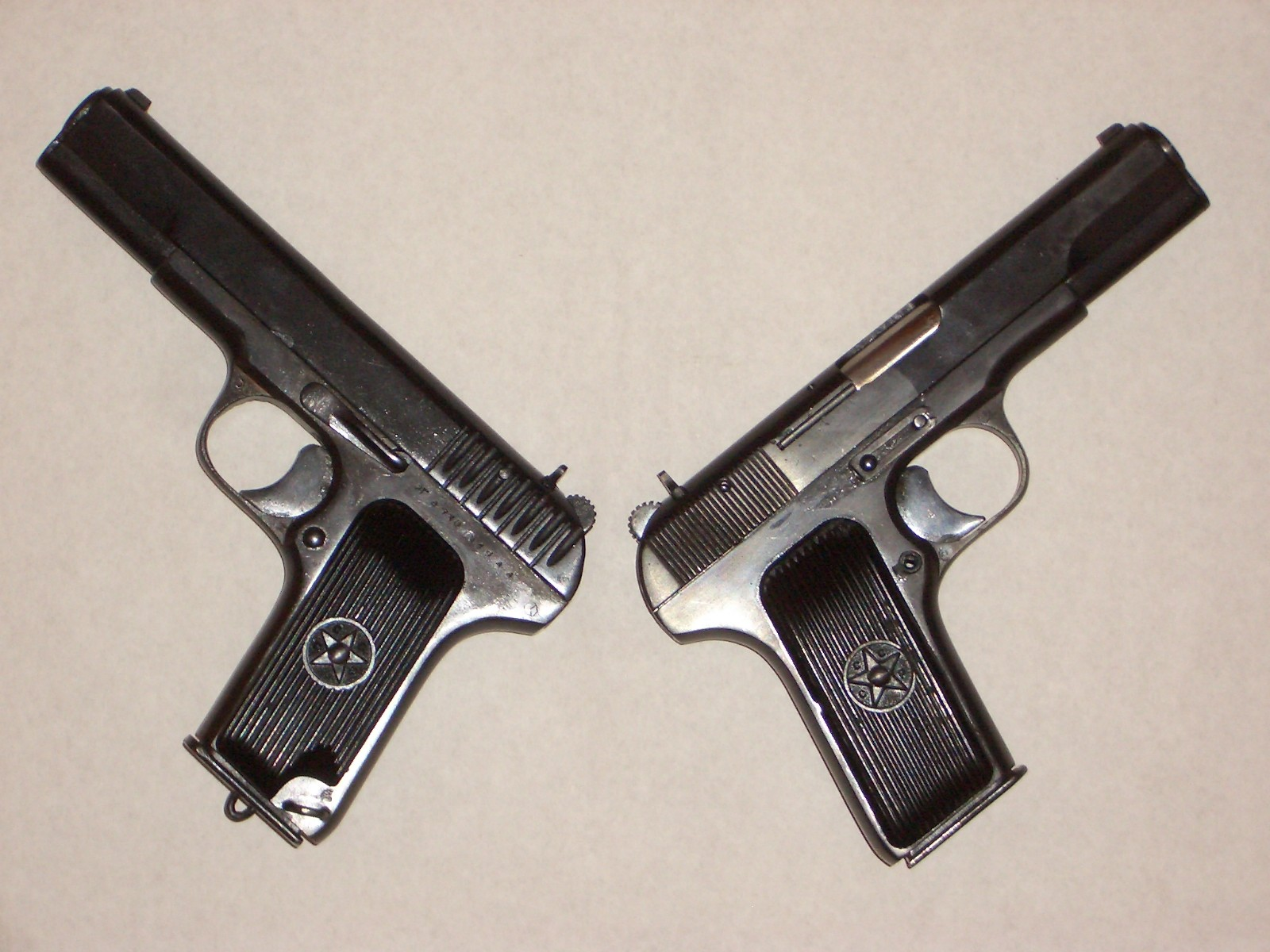
TT-33半自動手槍

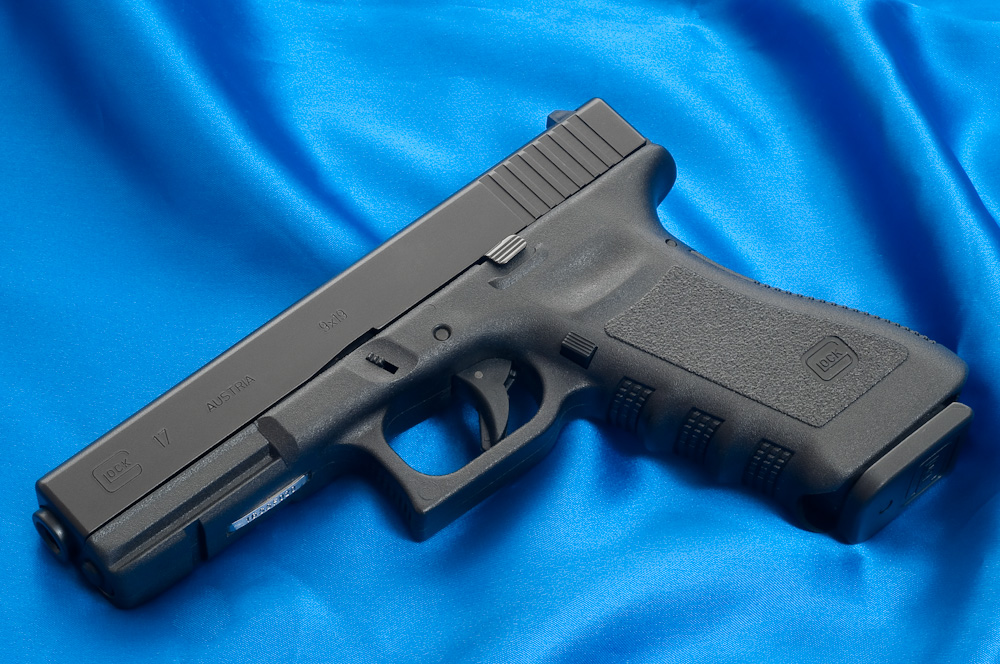
格洛克17（Glock 17）

半自動手槍（Semi-automatic pistol），又稱自動裝填手槍（self-loading pistol），是指枪机可以自動向膛室内裝填子弹、但需要手动操作扳机才能發射（即混合了自动、手动两种操作的“半自动”）的单管手槍，有時候也稱為自動手槍（automatic pistol，但此叫法較容易跟机关手枪混淆）。一般的半自動手槍使用可拆式彈匣供彈，有無彈後定裝置（但也有部份型號不具備空倉掛機），彈匣可裝填6-20發子彈，部分型號透過使用延長彈匣可裝超過20發子彈。是現代軍、警、民用的主流手槍。而一些槍身短小且无肩托、以衝鋒槍或自動步槍等自動火器衍生出來的半自動民用槍械（如：英特拉泰克TEC-9、奧林匹克OA-93及卡利科M950等）也會被歸類為半自動手槍。

## 歷史
十九世紀後期因為無煙火藥和金屬殼定裝子彈的出現，使槍械可以連發，而且馬克沁發明了利用後座力完成退殼、填裝、發射過程的機槍後，便開始把本原理研究用在步槍上，但手槍設計在當時仍然落後。1892年，奧匈帝國首先研製出8毫米的舍恩伯格手槍，這是世界公認的第一把自動裝填手槍。早期半自動手槍多使用固定式彈倉（如：毛瑟C96）或類似轉輪手槍的彈巢供彈（如：韋伯利—福斯波利自動式轉輪手槍），因此當時沒有太大優勢。
1898年喬格·魯格改良了和博查特合作設計的博查特C-93手槍半自動手槍的可拆式彈匣，且無需要像早期自動手槍那様的平衡裝置，結果後來成為德國和多國的制式手槍，亦即是魯格P08，這种設計成為了半自動手槍的一种新指標。於1900年白朗寧發明了以套筒上膛系統的半自動手槍，解決了早期半自動手槍因上膛不便所引起的安全性問題，他和柯爾特跟Fabrique Nationale長期合作，包括後來被多國採用為制式手槍的白朗寧M1903和柯爾特M1911等。
一次大戰時，多個參戰國使用半自動手槍，因為可拆式彈匣設計能夠保障子彈的清潔被確認遠優於固定彈倉，而彈匣容量和射速上的優勢也勝過了轉輪手槍，在二戰前德國裝備了瓦爾特設計，具有雙動扳機的瓦爾特P38，解決了魯格P08易於走火的問題。而白朗寧也設計出首創的雙排式彈匣和更有效的閉鎖機構，著名的白朗寧大威力半自動手槍。
二次大戰時手槍本身進步不大，衝鋒槍成為了近戰的主力武器，為了可以共用彈藥，大部份國家以半自動手槍作制式裝備。而二戰後因為北約和華約兩大軍事聯盟體系成立，制式手槍子彈都趨向統一口徑，北約的美國和少部分歐洲和美洲國家使用.45 ACP和9毫米魯格彈。而華約則使用戰前已經有的7.62×25毫米托卡列夫彈，及50年代新設計的9×18毫米馬卡洛夫彈。
在七十年代起專利期過去很多新式手槍都同時有白朗寧和瓦爾特保險機構，而作為奧地利制式手槍的格洛克（Glock），更採用在普通手槍外表的上大量使用工程塑料的技術及安全機動，有效減少了部件的數目及提高了安全性。為了解決發射超音速子彈的問題，設計師開始採用高強度合金鋼制造機件，結果在80、90年代推出了可發射中大口徑超音速麦格农子弹的半自動手槍，如著名的以色列沙漠之鷹，而Fabrique Nationale更推出了高初速的5.7×28毫米子彈的FN Five-seveN手槍。與此同時，半自動手槍已成為了軍隊及警隊的主流手槍。

## 半自動手槍的結構及特徵
小巧可以隱藏於衣物內而不被發現，重量輕而便於攜帶的特性，相當適合執法人員或戰鬥機駕駛員攜帶（在敵區跳傘逃生可以給自己最低程度的保障），通常部分軍隊高階軍官有時也會攜帶手槍，宣示地位及增加管理的力量。此外，許多特種部隊或特種警察的幹員亦傾向攜帶一枝半自動手槍作為備用槍械，以作不時之需。
除了和其他手槍同樣有大小的分類外，半自動手槍的擊發和保險機構也不只一種形式，而且很多新式半自動手槍都兼且兩種機構，還有一些採用特創的機構。
半自動手槍使用的子彈，是彈殼底部和主體相同粗細的無底緣子彈或半底緣子彈，方便自動退殼和再裝彈。

### 分類
擊發機構主要分為單動扳機和雙動扳機，以及近年開始流行的擊針平移式，但所有槍型都必需由射手手動把第一發子彈預先上膛才能射擊。
單動扳機指扳機僅具有釋放擊鎚的功能，射擊時，首發子彈要先以姆指拉下擊錘才能發射，但第二發起便可以直接發射。（發射後滑套會後退拋殼，同時重新壓下擊槌至待發位置），因此射擊精度較佳：缺點是攜帶時為了安全起見上膛攜帶時必須關上「手動保險桿」或讓擊錘復位，如此一來就導致了第一發發射較慢，預先打開保險又容易走火。
雙動扳機指扳機具有拉下擊鎚與釋放擊鎚的雙重功能，如果子彈是已上膛的狀態，不須再手拉擊鎚就可以直接射擊。優點是第一發射擊較快和上膛攜行的安全性較佳（因為由扳機壓下擊鎚的力道很重，且拖引行程長，足以視做一種防止誤壓的保障）。
這邊特別注意到，「純」雙動扳機槍型，則是指每一發都只能以扳機壓下擊鎚再釋放擊發，射速反而較慢和費力。
而大部分的當代槍型都可以選擇用兩種模式，即雙動模式的槍多仍然有手動保險摯，並在拉起擊錘或開過第一槍後，便會自動進入單動模式，而擊錘復位後則再度轉入雙動模式。但對於競賽的手槍為了準確較常為純單動模式，而自衛或警用為了安全的則不少是純雙動模式。

## 和主要競爭左輪手槍比較的優缺點

### 優點
- 子彈能與衝鋒槍（Sub-Machine Gun，例如 MP-5）及衝鋒手槍（Machine Pistol）共用，減少單獨購買的支出。
- 彈匣容量相對左輪手槍較大。比如以.38 Special的史密斯威森軍警型左輪手槍為例，其彈輪中僅6發子彈，而大多數半自動手槍的彈匣裝彈量最少為7+1發，而雙排彈匣的型號可達十多發，加長型彈匣更可達三、四十發，因此減少換彈匣的頻率。
- 一般小口徑的子彈後座力較小，單發射擊時目標和準星不會有大幅度偏移，而且射擊時較舒適。
- 相較於轉輪手槍，半自動手槍的槍膛與槍管相接密封，所以能夠使用抑制器（Sound Suppressor）增加匿藏性，而且在使用同彈種時威力比左輪手槍更大。
- 連續射擊速度優於轉輪手槍以及任何手動武器。

### 缺點
- 具有外置擊錘的手槍為了安全起見，擊錘平常都成復位狀態，如此會導致首發子彈射擊所需扳機磅力較高、射擊延遲。（目前已經有防跌落保險可以解決此問題）
- 將子彈填裝進彈匣時比左輪手槍入彈較費時費力（通常須逐一置入彈藥，可使用填彈器）。
- 因為構造複雜所以需要較長時間訓練射手。
- 因為其複雜的構造，在早年一直無法發射同口徑極高膛壓的子彈（例如麦格农子弹），後來造出比較大和擁有吸收後座力的機構，但這類槍型也有難以使用同口徑低膛壓子彈的局限。
- 通常不能用左輪手槍專用的有底緣子彈，仍然有少數例外的如沙漠之鷹手槍等，可這些槍型一般不是軍警制式手槍。